# Хелффрич, Ален
Ален Хелффрич (англ. Alan Boone Helffrich; 7 августа 1900, Йонкерс, Нью-Йорк — 3 февраля 1994, Нью-Йорк, Нью-Йорк) — американский легкоатлет (бег на короткие и средние дистанции), чемпион летних Олимпийских игр 1924 года в Париже, мировой рекордсмен.

## Биография
Родился в Йонкерсе (штат Нью-Йорк). Он был одним из сильнейших бегунов на средние дистанции в Америке в 1920-х годах. Хелффрич становился чемпионом AAU в беге 880 ярдов в 1921, 1922 и 1925 годах. Будучи студентом Пенсильванского университета, он выигрывал чемпионаты Национальной ассоциации студенческого спорта в беге 880 ярдов в 1922 и 1923 годах и чемпионаты IC4A в 880 ярдах в 1923 году и в беге 440 ярдов в 1924 году.
На Олимпийских играх в Париже Хелфрич пробежал заключительный этап в американской команде в эстафете 4×400 метров (Коммодор Кохрен, Оливер Макдональд, Уильям Стивенсон, Ален Хелффрич), которая выиграла золотую медаль с мировым рекордом 3:16,0 с, опередив команды Швеции и Великобритании.
Хелфрич был единственным бегуном, который победил Пааво Нурми, когда финн совершал поездку по Соединённым Штатам в 1925 году, одержав победу в беге на полмили на стадионе Янки. Он прервал победную серию Нурми из 121 победы, начавшуюся в 1921 году.
После своей беговой карьеры Хелффрич работал на соревнованиях по лёгкой атлетике в Нью-Йорке с 1930 по 1955 год. До своей кончины в возрасте 93 лет он был президентом нью-йоркского отделения олимпийцев Соединённых Штатов.